# Giuseppe Martino
Giuseppe Martino (ur. 1 maja 1915 w Castelmagno – zm. 29 października 2001 w Alice Bel Colle) – włoski kolarz torowy i szosowy, brązowy medalista torowych mistrzostw świata.

## Kariera
Największy sukces w karierze Giuseppe Martino osiągnął w 1955 roku, kiedy zdobył brązowy medal w wyścigu za startu zatrzymanego zawodowców podczas torowych mistrzostw świata w Mediolanie. W zawodach tych wyprzedzili go jedynie Hiszpan Guillermo Timoner oraz Szwajcar Walter Bucher. Był to jedyny medal wywalczony przez Martino na międzynarodowej imprezie tej rangi. Startował również w wyścigach szosowych, wygrywając między innymi Lyon - Grenoble - Lyon w 1939 roku. Siedmiokrotnie zdobywał złote medle torowych mistrzostw Włoch, nigdy jednak nie wystartował na igrzyskach olimpijskich.